# Hughes Hall
L'Hughes Hall è uno dei collegi costituenti l'Università di Cambridge. È uno dei quattro collegi che ammettono solo mature students, cioè studenti sopra i 21 anni di età: la maggior parte degli studenti risulta quindi essere di livello postgraduate, ma una minoranza segue dei corsi universitari per undergraduates.
Hughes Hall fu inizialmente fondato nel 1885 come un collegio per sole donne, durante i primi tentativi di introdurre il sesso femminile all'interno dell'università. Gli uomini furono ammessi a partire dal 1973. Hughes Hall è uno dei collegi più multiculturali, con la rappresentazione di ben 60 nazioni nel mondo fra i suoi 400 studenti.

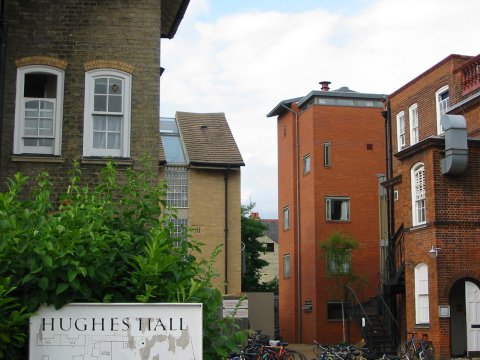
Edifici appartenenti all'Hughes Hall